# Archaeotherium
L'archeoterio (gen. Archaeotherium) è un mammifero estinto imparentato con ippopotami e cetacei, vissuto nell'Oligocene (33 - 28 milioni di anni fa). I suoi resti sono stati ritrovati in Nordamerica.

## Un maiale con la testa da coccodrillo

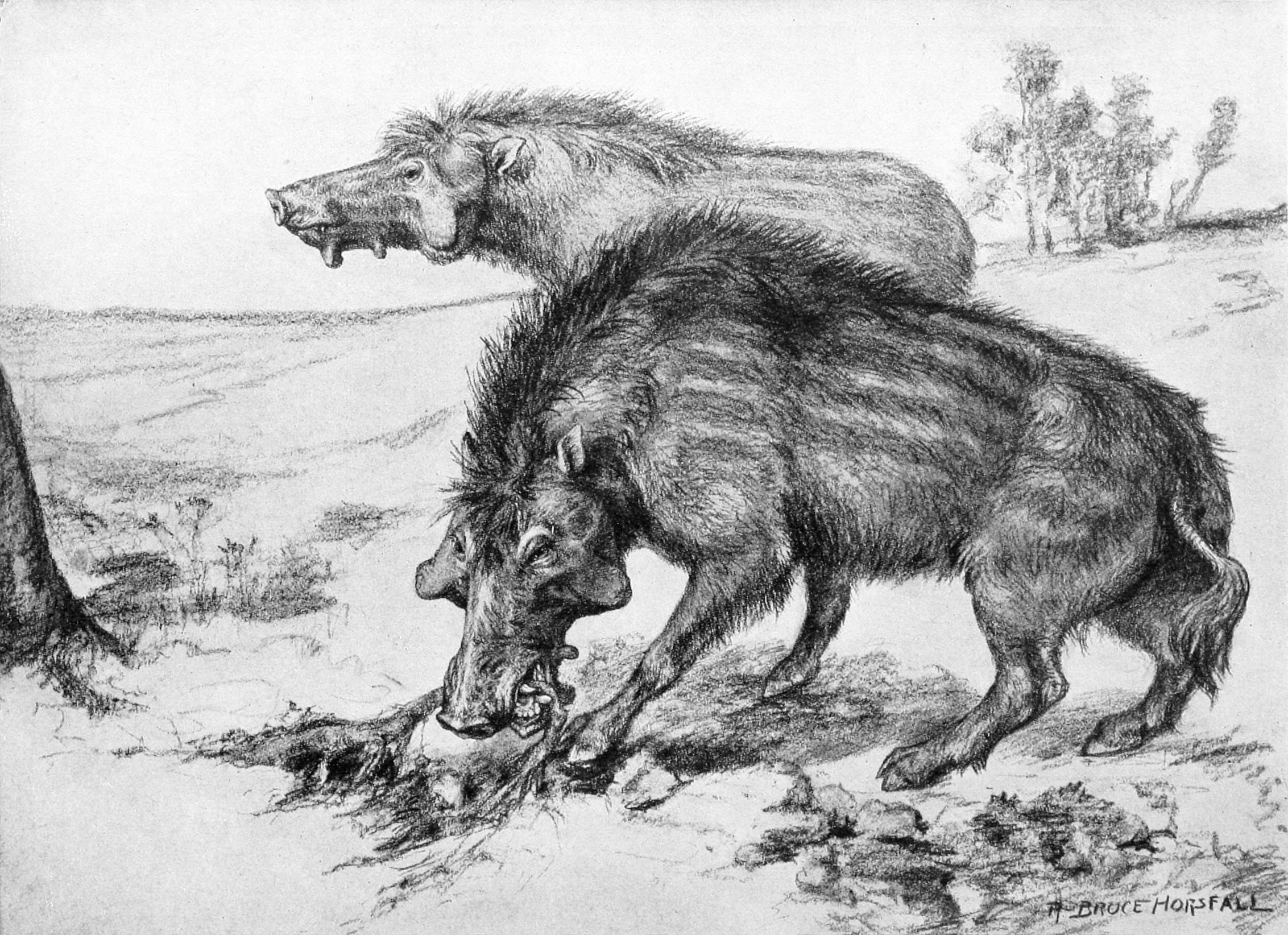
Ricostruzione di Archaeotherium

Molti resti di questo mammifero artiodattilo sono stati rinvenuti negli Stati Uniti centrali. L'archeoterio, quindi, è molto ben conosciuto dai paleontologi.

Il primo a descrivere questo animale fu Joseph Leidy, nel 1850. Come il suo stretto parente Daeodon, l'archeoterio apparteneva alla famiglia degli entelodontidi, grandi ungulati che percorrevano le pianure di Asia, Europa e Nordamerica nella parte centrale del Cenozoico.

Grande all'incirca quanto un bue, l'archeoterio era caratterizzato da un corpo massiccio e robusto e da zampe molto allungate, evidentemente adatte alla corsa. La caratteristica più sorprendente dell'animale riguardava però il cranio: enorme, lungo e robusto, questo era dotato di una quantità di denti appuntiti che sporgevano dalle mascelle, conferendogli un aspetto vagamente “da coccodrillo”. Questa strana dentatura con tutta probabilità era correlata a un regime alimentare molto vario: l'archeoterio probabilmente si nutriva di qualunque cosa gli capitasse a tiro, sia vegetale che animale, e evidentemente invece di cacciare le sue prede (anche se ci riusciva bene) preferiva lasciare la caccia agli altri predatori (soprattutto lo ienodonte) per poi scacciarli e prendersi la preda (questo spiegherebbe il suo corpo da battaglia).

## Una gobba come il bisonte
L'aspetto dell'archeoterio doveva richiamare quello del bisonte, a causa di una “gobba” posta proprio al di sopra delle spalle e causata dal notevole allungamento delle spine neurali. Queste spine, insieme alla scapola e a una cresta occipitale prominente alla base del cranio, servivano come zone di inserzione per potentissimi muscoli nella regione del collo e delle spalle. Questa struttura serviva a sostenere la pesante testa e a usarla come efficace mezzo di offesa.

Una delle specie più conosciute (e più grosse) è Archaeotherium mortoni, dell'Oligocene inferiore (circa 33 milioni di anni fa).